# Richard Pearson (acteur)
Pour les articles homonymes, voir Pearson et Richard Pearson.
Richard Pearson (né à Monmouth (Monmouthshire, pays de Galles) le 1er août 1918 et mort à Northwood (Londres) le 2 août 2011) est un acteur britannique.

## Filmographie partielle

### Au cinéma
- 1968 : L'Infaillible Inspecteur Clouseau de Bud Yorkin
- 1971 : Les Doigts croisés de Dick Clement
- 1972 : Jeanne, papesse du diable de Michael Anderson
- 1979 : Tess de Roman Polanski : le vicaire de Marlott
- 1980 : Le miroir se brisa de Guy Hamilton
- 1985 : Ouragan sur l'eau plate (Water) de Dick Clement
- 1986 : Pirates de Roman Polanski

### À la télévision
- 1966 : The Legend of Young Dick Turpin (téléfilm)
- 1975 : Il neige au printemps (téléfilm)
- 1983 : Le Vent dans les saules (téléfilm)
- 1985 : La Plume empoisonnée (téléfilm)